# Streptostyla wani
Streptostyla wani es una especie de molusco gasterópodo de la familia Oleacinidae en el orden de los Stylommatophora.

## Distribución geográfica
Es endémica de Nicaragua. 